# Музей Української революції 1917—1921 років
Музей Української революції 1917—1921 років — музей у Києві, що розповідає про події Української революції 1917—1921 років. Відділ Національного музею історії України.
Музей міститься в будівлі Української Центральної Ради (зараз Київський міський будинок вчителя на вул. Володимирській, 57 (колишнього Педагогічного музею), на другому поверсі. У стінах цього будинку перебувала Українська Центральна Рада. Проте, через реставрацію Будинку вчителя, з 2020 року музей тимчасово переведений до головного корпусу Національного музею історії України (вул. Володимирська, 2). Після початку великого військового вторгнення Росії в Україну 24 лютого 2022 року, музейна експозиція була демонтована, музейні артефакти переміщенні до безпечного місця.

## Експозиція

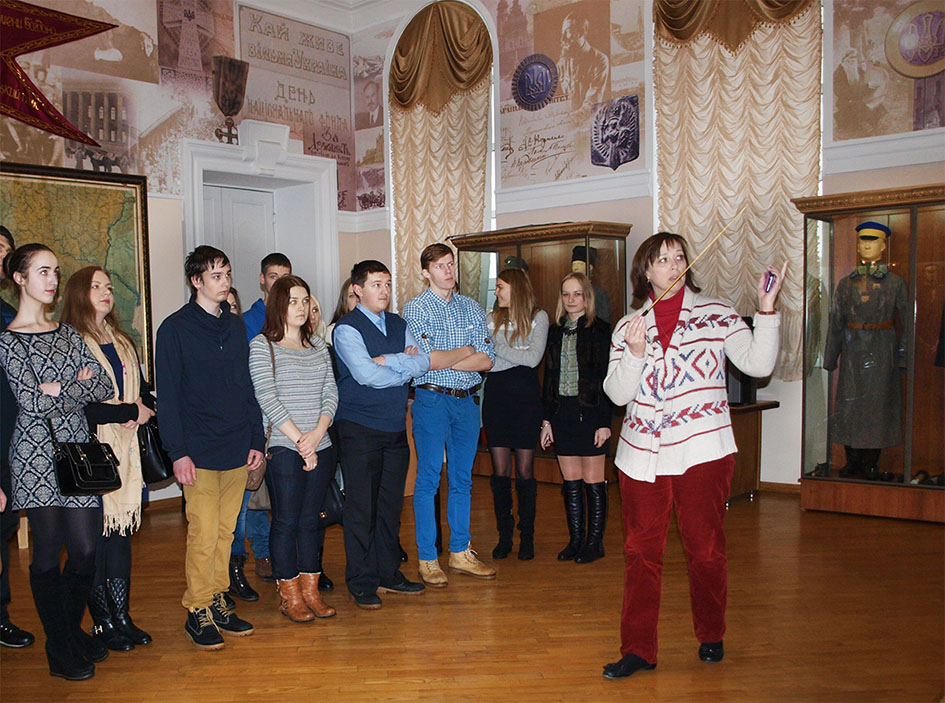
Екскурсія в Музеї УНР

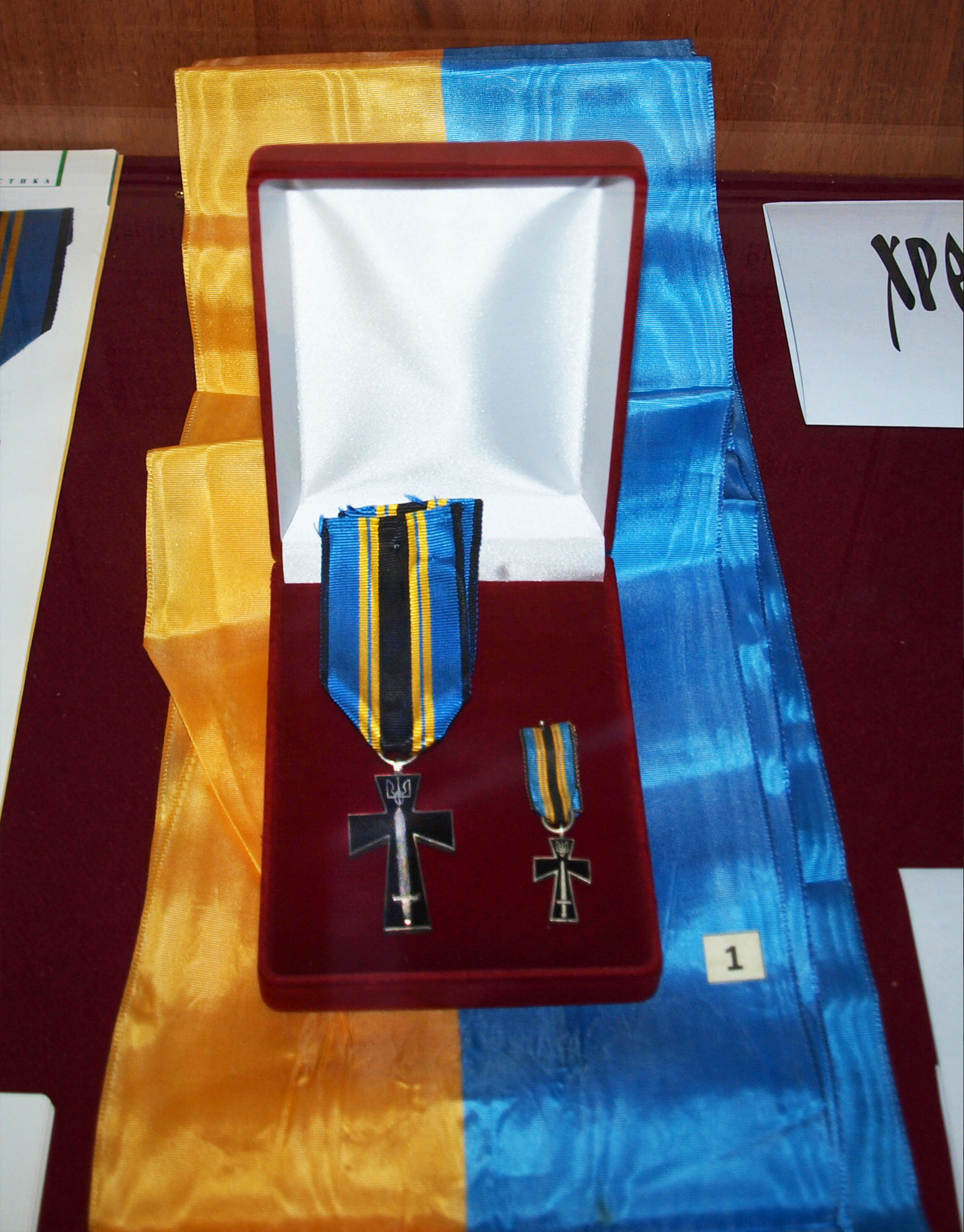
Експозиція музею. Хрест Симона Петлюри

Експозиція музею охоплює історичні предмети й документи з початку XX століття, добу УНР, ЗУНР, Української Держави, Директорії УНР, Першого та Другого зимового походів УНР.
Центром експозиції є Четвертий Універсал Центральної Ради, яким проголошено повну державну самостійність УНР 22 січня 1918 року.
Експонати відображають усі етапи розвитку державницького руху початку XX ст., створення і діяльність Української Центральної Ради, уряду — Генерального Секретаріату, згодом Народних міністерств, Армії УНР, тут містяться унікальні комплекси генерала М. Капустянського, полковників Є.  Коновальця та Р.  Сушка.
Окремо виділена експозиція про Героїв Крут.
Далі йде експозиція про Українську Державу гетьмана Скоропадського. Наступні блоки — про Директорію УНР на чолі з С.  Петлюрою, потім стенди з матеріалами про Західно-Українську Народну Республіку. Акцент робиться на Акті Злуки, що ухвалений 22 січня 1919 року українським парламентом — Конгресом трудового народу України. Широко висвітлена дипломатична діяльність тієї доби.
Експозиція карт України, виданих у 1917—1920 як в Україні, так і в інших країнах Європи, окремо подано великоформатну фізичну карту України 1918 року.
Експонуються реконструйовані військові однострої Армії УНР, Української Галицької Армії, Січових Стрільців, що їх подарували Музею директор видавництва «Темпора» Ю. Олійник та Я. Тинченко і доповнили В. Куценко та Д. Дегтяр.
Є експонати, що демонструють відзначення у 1914 році століття Т. Шевченка, документи української громади Петербурга (1917), особисті речі й документи полковника січових стрільців Є. Коновальця, генерала М. Капустянського, полковника Р. Сушка, підполковника Т. Нетреби, експонати, що висвітлюють дипломатичну діяльність 1918—1925 років.

## Діяльність
Музей проводить круглі столи, наукові конференції, презентації книжок. Навколо Музею гуртуються досліднки, колекціонери, які допомагають Музею розшукувати експонати, нащадків діячів УНР тощо.
Музей обслуговує відвідувачів щоденно, крім суботи й неділі з 10:00 — до 17:00. Остання п'ятниця місяця — санітарний день.
Відвідування музею платне, ціна вхідного квитка мінімальна — 10 грн з особи. Екскурсійне обслуговування — 15 грн. з групи. Останній понеділок місяця — відвідування безкоштовне.

## Історія

### Інституційне оформлення

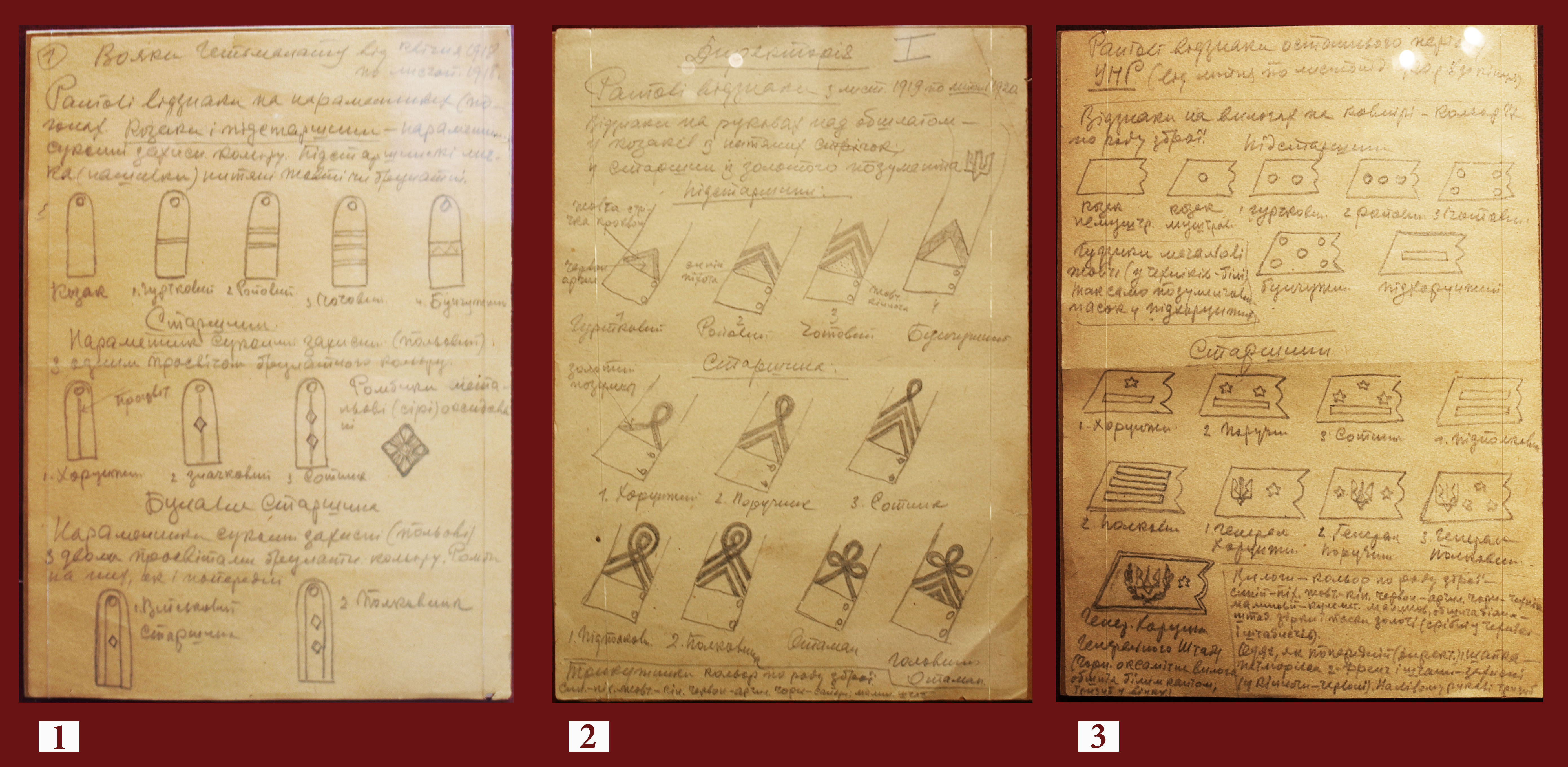
Експозиція музею. Військові звання української армії: 1) Армія Української Держави 1918 р.; 2) Армія Директорії 1919—1920; 3) Армія УНР 1920 р. (ескіз Миколи Битинського)

2008 року Український інститут національної пам'яті, виконуючи Укази Президента України від 16.05.2005 № 793 «Про увічнення пам'яті видатних діячів Української Народної Республіки та Західно-Української Народної Республіки» та № 297 від 12.04.2007 «Про заходи з відзначення 90-річчя подій Української революції 1917—1921 років та вшановування пам'яті її учасників», розпочав створення постійної виставки «Музей Української народної Республіки» в історичній споруді Української Центральної Ради за адресою: вул. Володимирська, 57.
7 травня 2008 проголошено започаткування Музею і призначено орієнтовну дату відкриття — 22 січня 2009 року. З боку дирекції Будинку учителя (директор Л. Мельник) організатори мали повне сприяння і підтримку. Міська влада передала в безплатну оренду необхідне приміщення для розгортання експозиції.
Допомогу в підготовці приміщення для музею надав АТ ХК Київміськбуд (президент — П. Шилюк), виконавши ремонт за сучасними технологіями.

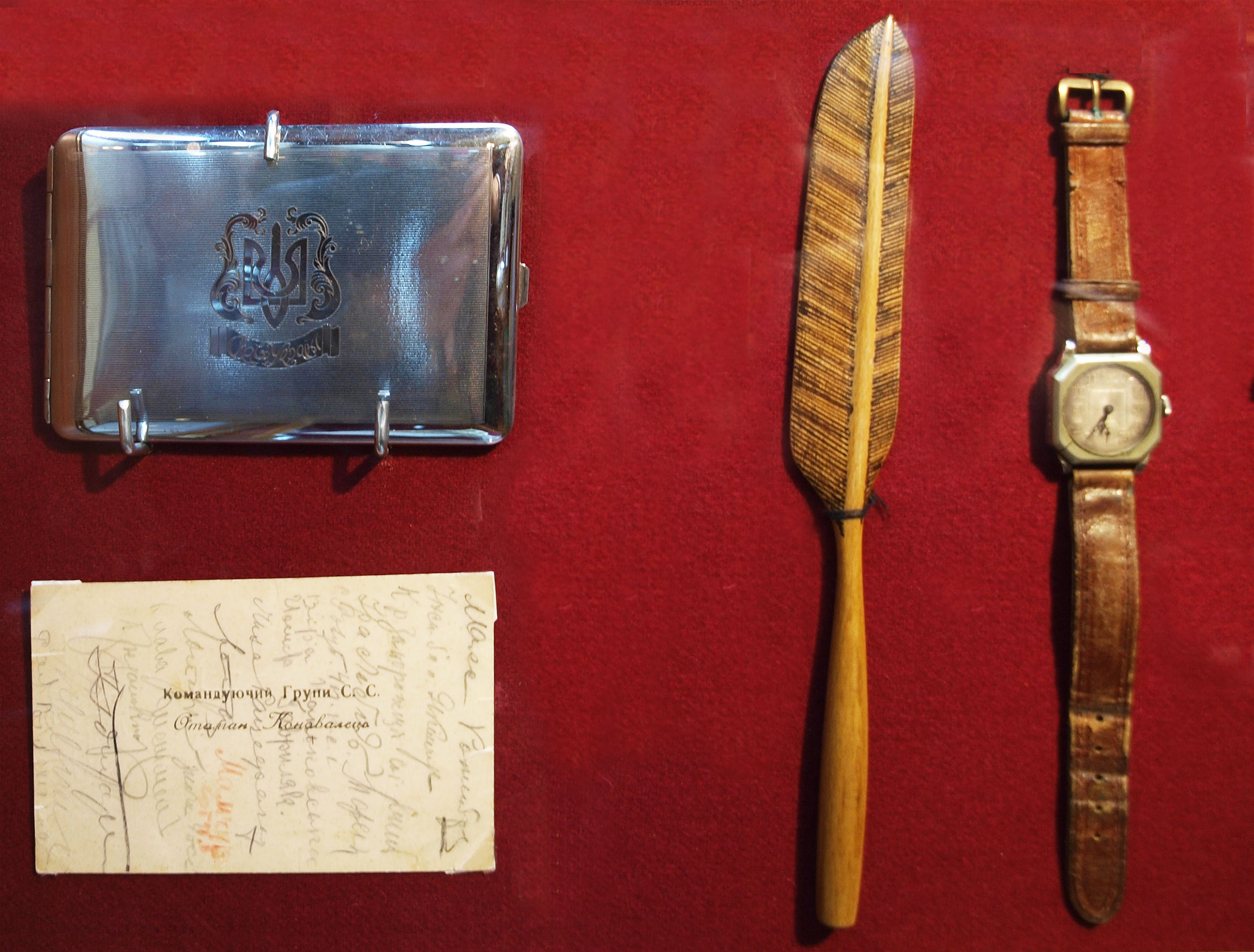
Експозиція музею. Особисті речі Євгена Коновальця.

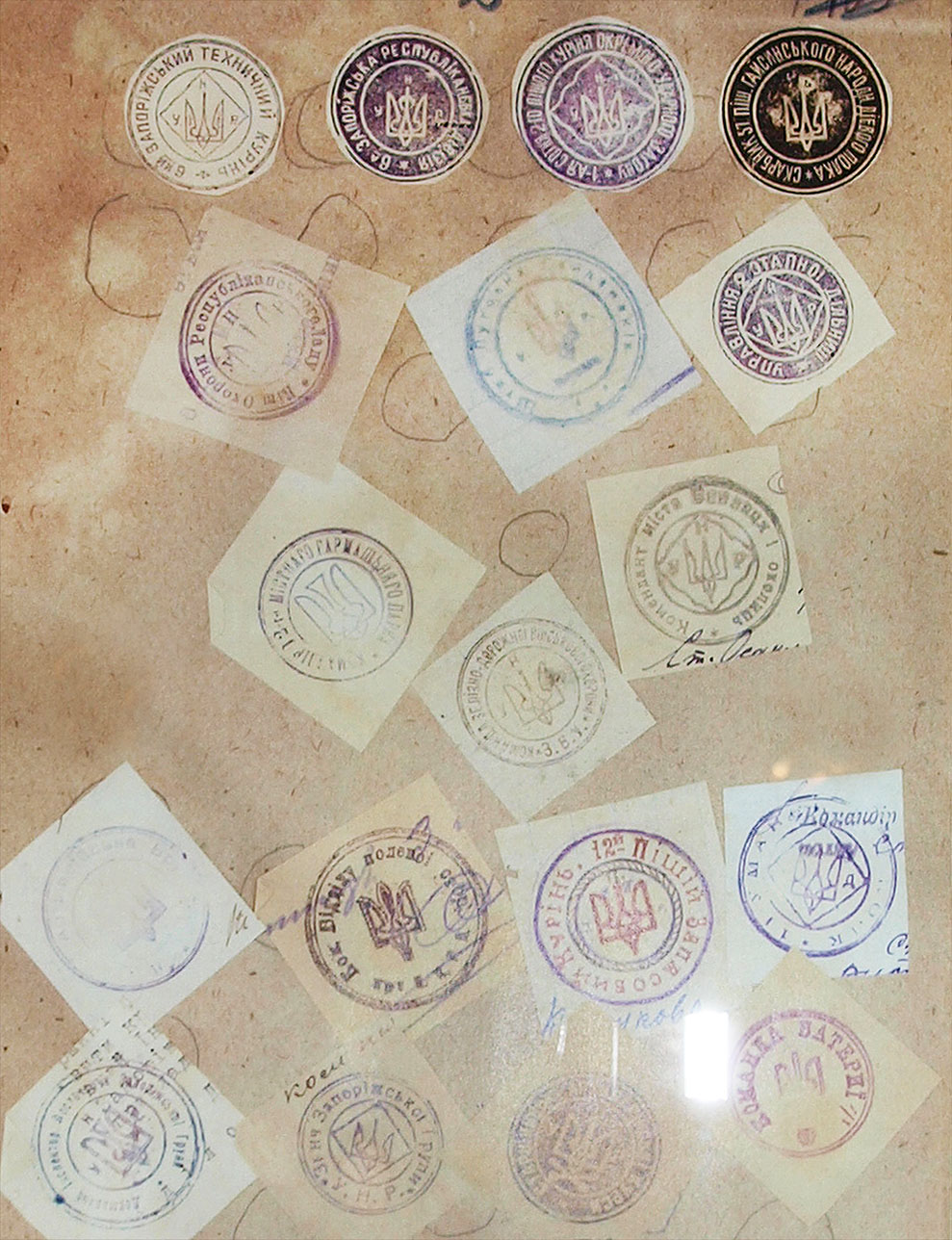
Експозиція музею. Печатки 1918—1920

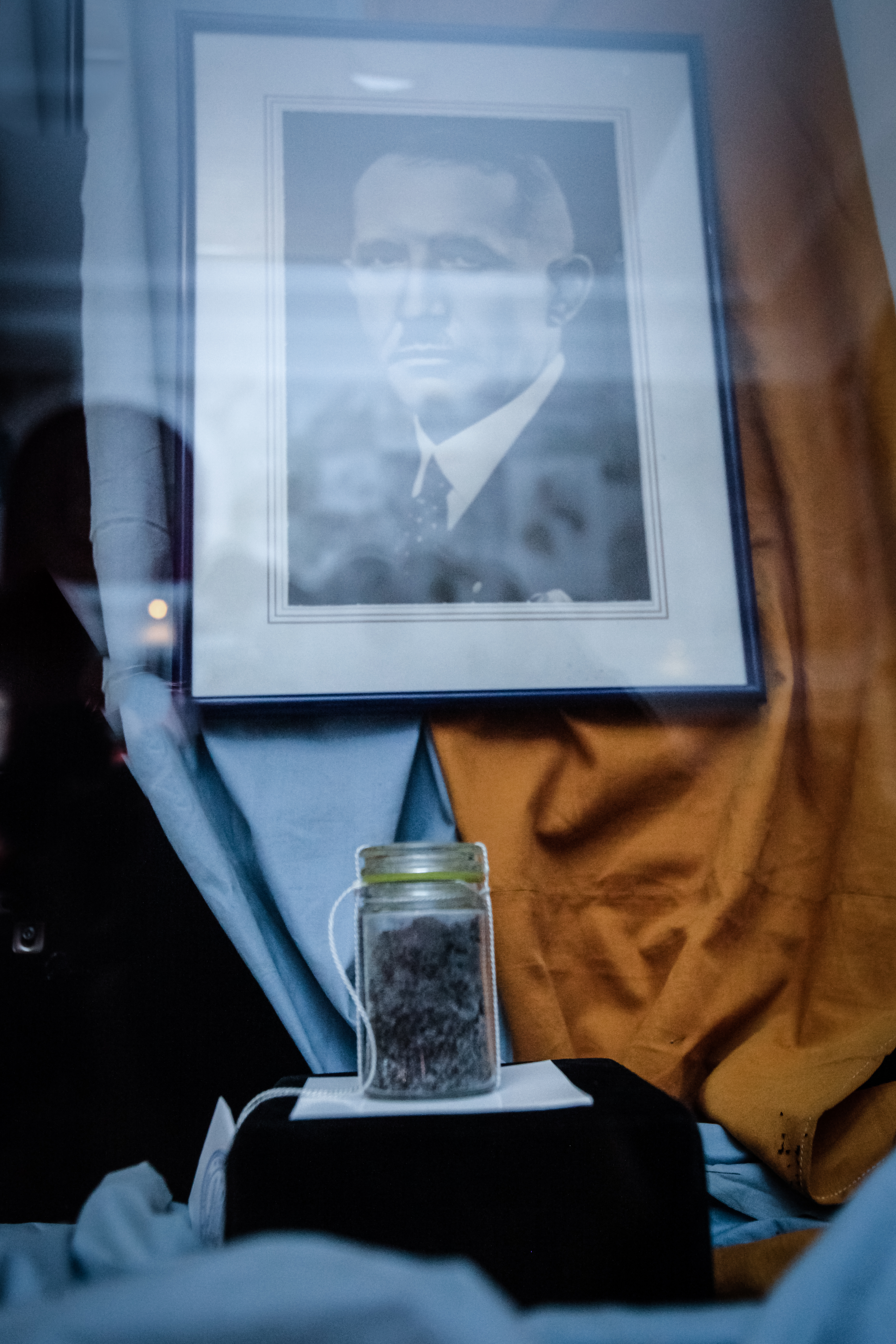
Капсула із землею з могили Євгена Коновальця в експозиції музею.

Відкриття «Музею Української народної Республіки» відбулося 22 січня 2009 року в день 90-ліття Акта Злуки за участю Президента України В. Ющенка, Голови Верховної Ради М. Литвина, міністрів.
У статусі постійної виставки УІНП «Музей Української народної Республіки» перебував до кінця 2010 року.
Указом Президента України від 09.12.2010 p. № 1085 «Про оптимізацію системи центральних органів виконавчої влади» Український інститут національної пам'яті як орган державної влади було ліквідовано. Це передбачало згортання всіх заходів УІНП, зокрема й «Музею Української Народної Республіки». Громадськість була стурбована долею Музею, засоби масової інформації активно висвітлювали події.
На виконання доручення Прем'єр-міністра України від 14.01.2011 наказом Міністерства культури і туризму від 05.04.2011 р. № 211/0/16-11 у складі Національного музею історії України створено відділ «Музей Української революції 1917—1921 років». Це дало змогу зберегти експозицію музею і не припинити його роботу. Завдяки вжитим дирекцією НМІУ заходам експозиція тепер уже «Музею Української революції 1917—1921 років» повноцінно функціонує, забезпечено штатний склад, усі експонати взято на тимчасове зберігання й розпочато їхнє наукове опрацювання та паспортизацію.
Відповідно до Указу Президента України від 22.01.2016 № 17/2016 готується музеєфікація кабінетів голови Центральної Ради М. Грушевського та голови Генерального Секретаріату В. Винниченка, ці кімнати примикають до експозиційного залу Музею Української Революції 1917—1921 років.

### Формування експозиції
Первісну концепцію експозиції музею розробив начальник відділу музейної та виставкової діяльності УІНП Олександр Кучерук, нині — завідувач відділу НМІУ, в реалізації брали участь також співробітники відділу О. Спицька та Н. Кошова.
Загальне художнє вирішення музею та проєкт обладнання експозиції розробили художники С. Луцак і В. Камінський.
Важливу роль у комплектуванні фондів Музею відіграли останній президент УНР в екзилі М. Плавюк, голова НТШ в Європі іноземний член НАНУ А. Жуковський (Париж), директор Бібліотеки ім. О. Ольжича Олександр Кучерук.
На оголошення про підготовку до створення нового музею першим відгукнулися:
- французький громадянин українського походження С. Ґетц, який розшукав у Парижі й передав до Музею УНР рідкісні речі, зокрема карту УНР 1919 року з державними кордонами та схемою етнографічного розселення українців;
- колекціонер українських старожитностей Ю. Підлуський (США) — добірку української фалеристики доби УНР, серед якої перша державна нагорода УНР — Залізний Хрест;
- іноземний член НАН України М. Мушинка — оригінальну фотографію та особисті речі члена Центральної Ради І. Красковського.

Подарунки для експозиції музею надали Р. Пиріг, О. Мельник, Ю. Олійник, Я. Тинченко, В. Куценко, Д. Дегтяр, А. Білорус та інші.
4 листопада 2016 року до експозиції музею врочисто було передано капсулу із землею з могили Євгена Коновальця.